# La pancia non c'è più

Mimmo Craig alla prese con la pancia smisurata

La pancia non c'è più è una frase che negli anni Sessanta introduceva il "codino" pubblicitario dei Caroselli dell'Olio Sasso, ed è rimasta nella memoria dei ragazzi di quella generazione come uno dei più celebri "tormentoni" dell'epoca.

## Le premesse
Tra il 1959 e il 1962 lo Studio Testa di Torino aveva già realizzato alcune serie di Caroselli pubblicitari per l'Olio Sasso, interpretati negli anni dall'imitatore Mario di Gillio, dal cantante Gegè di Giacomo e dall'attore Vittorio Caprioli: tutte serie prodotte e dirette da Mario Fattori per la General Film di Milano. Nel 1963 Armando Testa fondò una sua propria casa di produzione, la Delfa Film (poi diventata Arno Film) e incominciò a realizzare in proprio i Caroselli di alcuni clienti della sua Agenzia, affidandone la direzione a Adriano Cavallo, a Michele Messina e soprattutto a Corrado Farina, che da pochi mesi era entrato allo Studio come copywriter. Dal 1963 al 1969 tutti i Caroselli dell'Olio Sasso furono diretti da Farina e interpretati da Mimmo Craig, un attore attivo soprattutto in ambito teatrale che già aveva fatto da "spalla" a Caprioli nella serie del 1962. Fin dalle prime due serie, intitolate Sport e dieta e già basate sullo slogan "Quando si scherza si scherza, ma quando si cucina... Olio Sasso!", Craig era affiancato da Edith Peters nei panni di una cuoca, afroamericana inopinatamente chiamata Matilde e che parlava con cadenza veneta (trovate che venivano direttamente da Testa). Non c'era ancora traccia, però, di sogni e di pance, anche se il personaggio di Mimmo aveva già paura di ingrassare e si dedicava in ogni Carosello a svariati esercizi ginnici.

## Il sogno
Il sogno "entrò" nel 1965, fin dal titolo che diventò "Sogno e risveglio": Guglielmo, ovvero Mimmo, incominciò a sognare di essere grassissimo e di trovarsi in situazioni imbarazzanti a causa della sua pancia (non entrava in un ascensore affollato, non otteneva passaggi in macchina se non da un camioncino che trasportava suini e così via). Quando si svegliava terrorizzato, scopriva di essere ancora magro, avendo usato l'olio Sasso a cena, e si vestiva entusiasta canticchiando "... la pancia non c'è più!..." per poi passare in cucina e introdurre il vecchio codino pubblicitario in tandem con la cuoca Matilde. (La pancia era una specie di voluminoso gilet in poliuretano espanso che si indossava sotto gli abiti all'incontrario, legandolo sulla schiena).

## La pancia e la ragazza
La seconda, e definitiva, svolta avvenne nel 1966, questa volta su proposta di Corrado Farina, che scelse anche la musica del sogno (Il mattino tratto dalla suite del Peer Gynt di Grieg) e la sua protagonista femminile (la giovane e bella Grazia Severini, vestita di veli semitrasparenti). Mimmo sognava sempre di essere grasso, con una pancia molto prominente, ma i suoi sogni diventavano variazioni su un unico tema: l'incontro con una bella ragazza bionda che sembrava gradire la sua compagnia e lo invitava a giocare con lei, in un crescendo gioioso che ogni volta lo conduceva a esiti disastrosi a causa della pancia e lo portava al risveglio, quando si accorgeva con sollievo di avere una pancia "normale". Il titolo era sempre Sogno e risveglio, ma la frase "La pancia non c'è più" diventò un tormentone molto più noto del titolo. Il meccanismo narrativo mutuato dal film con Danny Kaye  Sogni proibiti, il sottinteso implicitamente erotico, la bella musica e la simpatia degli interpreti decretarono il successo della serie che andò avanti per anni. Quando Farina lasciò Torino e lo Studio Testa per trasferirsi a Roma, gli episodi successivi furono diretti da Ezio Perardi, già direttore della fotografia di quasi tutti i Caroselli della Delfa/Arno Film.

## Gli altri caroselli Sasso
Nel 1964-65 e nel 1967, alle serie di Caroselli per l'Olio ne furono affiancate tre dedicati agli Alimenti Omogeneizzati Sasso, intitolate Il signor Mario Rossi. Vi si vedeva un bambino di meno di un anno che giocava con vari oggetti, mentre una canzone, scritta e incisa a posteriori in funzione delle immagini, raccontava ciò che lui stava facendo come se fosse stato un adulto. Il risvolto pubblicitario era: "... Poi giunge mezzogiorno / è l'ora del ritorno: / il signor Rossi scappa / va a casa a far la pappa!". La regia era sempre di Farina, la canzone era cantata da Michele Messina e i protagonisti furono Gianni Belly per le prime due serie e Alberto Farina (figlio del regista) per la terza.